# 小谷洋之
小谷 洋之（こたに ひろゆき）はフリージャーナリスト。
『週刊プレイボーイ』『モーターサイクリスト』『ニューモデルマガジンX』などで活躍している。交通違反の取り締まりや住基ネット問題を得意とする。
ネットでは主にレスポンスで活躍している。バイク党で愛車はホンダ・NS400とヤマハ・TDM850。以前インプレッションも担当したいと言っていた。